# امیر ارغون
ارغون آقا یا امیر ارغون (سال‌های حکومت ۶۵۴–۶۴۱) یکی از چهار حکمران و کارگزار امپراتوری مغول در فاصلهٔ کشته شدن جلال الدین خوارزمشاه تا فرمانروایی هلاکو خان در ایران بود. از دبیران اوگتای قاآن پسر سوم و جانشین چنگیز بود. بعد از کشته شدن گرگوز توسط توراکینا خاتون به جانشینی او انتخاب شد و در حدود سیزده سال بر ایران حکومت کرد. حاکم ممالکی که از قبل در تصرف گرگوز حکمران قبلی بود یعنی از رود جیحون تا حدود فارس و گرجستان و موصل و بلاد روم بود.
امیرارغون در سال ۶۴۱ ه ق به خراسان آمد و از آنجا عازم عراق و آذربایجان شد و سرداران بزرگ مغول مثل جورماغون نوریان و بایجو را که با مردم با ظلم و خشونت رفتار می‌نمودند را برکنار کرده و از جانب خود کارگزاران و منشیان عادل تری را جایگزین آنها کرد و سپس دوباره به توس مقر حکومت خود بازگشت. او در مقام خود باقی بود تا اینکه هلاکو خان به ایران آمد و امیرارغون در دولت او وارد شد. او در سال ۶۵۱ فوت کرد.
از سال ۶۱۸ تا سال ۶۵۴ ه ق وضع حکومت ایران و ادارهٔ آن در تحت استیلای مغول به این شکل بود که خانان مغول یک نفر را مستقیماً از مغولستان به عنوان حاکم جهت ادارهٔ این مملکت و سرداری قشون مقیم آن می‌فرستادند و این قبیل حکام به دستیاری عمال و دبیران ایرانی به جمع مالیات و اداره امور کشوری و دفع مخالفین قیام می‌کردند. در این دوره حکومت برعهدهٔ چهار نفر به شرح زیر بود:
1. حکومت جنتمور (۶۳۳–۶۳۰): بعد از فتح خوارزم جوجی فاتح این بلاد حکومت این قسمت را به جنتمور که در آن زمان سردار لشکر بود واگذاشت سپس در سال ۶۳۰ ه ق اوگتای خان نیز حکومت خراسان و مازندران را رسماً به اسم جنتمور صادر نمود.
2. حکومت نوسال (۶۳۷–۶۳۳) بعد از مرگ جنتمور به امر اوگتای قاآن جانشین او شد و بر همان نواحی خوارزم و خراسان و مازندران حکومت می‌کرد.
3. حکومت گرگوز (۶۴۱–۶۳۷) یکی از دبیران جوجی بود که بعد از مرگ نوسال حاکم ممالک تسخیر شده از رود جیحون تا حدود فارس و گرجستان و موصل و بلاد روم شد.
4. حکومت امیرارغون (۶۵۴–۶۴۱) [۴]